# 770 Bali
770 Bali
770 Bali là một tiểu hành tinh ở vành đai chính. Nó được A. Massinger phát hiện ngày 31.10.1913 ở Heidelberg và được đặt theo tên Bali, vua của người Daityas trong sách Puranas của đạo Hindu.